# Quatuor Weller
Pour les articles homonymes, voir Weller.
Le Quatuor Weller est un quatuor à cordes autrichien fondé en 1958 et dissous en 1971.

## Historique
Le Quatuor Weller est un quatuor à cordes fondé en 1958 autour du violoniste Walter Weller,. Il est composé de membres de l'Orchestre philharmonique de Vienne, auxquels venait s'adjoindre le violoncelliste Dietfried Gürtler pour interpréter des quintettes à cordes.
L'ensemble se fait connaître à partir de 1959, année où le quatuor Weller obtient un 2e prix au Concours international de musique de l'ARD à Munich.
L'ensemble est dissous en 1971.

## Membres
Les membres du quatuor Weller étaient :
- premier violon : Walter Weller (1959-1971) ;
- second violon : Josef Kondor (1959-1961), Alfred Staar (1961-1971) ;
- alto : Helmut Weiss (1959-1971) ;
- violoncelle : Werner Resel (1959-1962), Ludwig Beinl (1962-1968), Robert Scheiwein (1968-1971).

## Discographie
Le Quatuor Weller enregistre pour Decca à partir de 1964.
Au sein de leur discographie figurent Brahms, Mozart, Beethoven, Berg et Chostakovitch, ainsi que des enregistrements considérés comme « légendaires » : le cycle des Opus 33 de Joseph Haydn et, avec Dietfried Gürtler, le Quintette à deux violoncelles de Franz Schubert.